# Тертя спокою

Сила тертя спокою F_{r} перешкоджає ковзанню тіла вниз по похилій площині

Тертя́ спо́кою (стати́чне тертя́) (англ. Static friction) — тертя між двома твердими тілами за відсутності їх руху одне відносно одного. Наприклад, статичне тертя може запобігти ковзанню об'єкта вниз по похилій поверхні. Коефіцієнт тертя спокою переважно позначається як μs і є зазвичай більшим, ніж коефіцієнт тертя ковзання (кінетичного тертя).

## Основні поняття
Перш ніж об'єкт зможе рухатися під дією прикладеної сили, слід подолати статичну силу тертя. Максимально можлива сила тертя між двома поверхнями до початку ковзання визначається як добуток коефіцієнта тертя спокою і нормальної сили (Fr = μs N). У випадку коли відсутнє проковзування, сила тертя Fr може набувати будь-якого значення від нуля до Fmax. Будь-якій меншій ніж Fmax силі, спрямованій у напрямку можливого зсуву поверхонь, протистоїть рівна за величиною і протилежна за напрямком сила тертя. Будь-яка сила, що перевищить силу тертя спокою, спричинить ковзання. З моменту початку ковзання значення сили тертя спокою більше не застосовується. Тертя між двома поверхнями в цьому випадку називається тертям ковзання (кінетичним тертям).
Прикладом статичного тертя є сила, яка не дозволяє колесу автомобіля котитись дорогою без проковзування. Хоча колесо перебуває в русі, частина протектора шини, що знаходиться у контакті із землею, є нерухомою відносно землі, тому це тертя є тертям спокою.
Максимальне значення тертя спокою перед початком проковзування, іноді згадується як «граничне тертя» (англ. limiting friction), хоча цей термін використовується не повсюдно. Для випадку колеса транспорту його також називають зчепленням з дорогою (англ. traction).
Значний внесок у тертя спокою вносить оксидна плівка, яка утворюється на поверхні металу й забезпечує зчеплення. На космічних апаратах, за відсутності окиснюючої захисної (від бомбардування частинками високих енергій) атмосфери застосовують графітові вальниці. 

## Значення коефіцієнта тертя спокою
Приблизні значення коефіцієнта тертя спокою для деяких пар тертя наведено у таблиці
| Матеріали                                 | {\displaystyle \mu _{s}\,} в умовах сухого тертя | {\displaystyle \mu _{s}\,} в умовах тертя зі змащенням |
| ----------------------------------------- | ------------------------------------------------ | ------------------------------------------------------ |
| Алюміній — Сталь                          | 0,61                                             | -                                                      |
| Мідь — Сталь                              | 0,53                                             | -                                                      |
| Бронза — Сталь                            | 0,51                                             | -                                                      |
| Чавун — Мідь                              | 1,05                                             | -                                                      |
| Чавун — Цинк                              | 0,85                                             | -                                                      |
| Бетон (мокрий) — Гума                     | 0,30                                             | -                                                      |
| Бетон (сухий) — Гума                      | 1,0                                              | -                                                      |
| Бетон — Деревина                          | 0,62                                             | -                                                      |
| Мідь — Скло                               | 0,68                                             | -                                                      |
| Скло — Скло                               | 0,94                                             | -                                                      |
| Метал — Деревина                          | 0,2...0,6                                        | 0,2 (мокра)                                            |
| Поліетилен — Сталь                        | 0,2                                              | 0,2                                                    |
| Сталь — Сталь                             | 0,80                                             | 0,16                                                   |
| Сталь — Політетрафторетилен               | 0,04                                             | 0,04                                                   |
| Політетрафторетилен — Політетрафторетилен | 0,04                                             | 0,04                                                   |
| Деревина — Деревина                       | 0,25...0,5                                       | 0,2 (мокра)                                            |